# Love Island UK
Love Island UK je britanska televizijska reality emisija. Sudnici emisije su tzv. "Otočani" koji borave u vili na otoku te moraju surađivati kako bi opstali i osvojili novčanu nagradu. 
Emisija se u Hrvatskoj prikazuje na RTL Livingu te na streaming platformi Voyo.

## Format
Love Island prati grupu natjecatelja koji se nazivaju "Otočani" (eng. Islanders) i koji žive izolirano od vanjskog svijeta u vili na egzotičnoj lokaciji. Kako bi preživjeli u vili, Otočani se moraju spojiti s drugim Otočaninom, bilo da se radi o ljubavi, prijateljstvu ili novcu, a finalni pobjednički par dobiva novčanu nagradu.
Prvog dana svake sezone, Otočani se prvi put spajaju na temelju prvih dojmova, ali tijekom trajanja serije prisiljeni su se "ponovno spajati" gdje mogu odlučiti ostati u svom trenutnom paru ili zamijeniti partnere. Svaki Otočanin koji ostane samac nakon ponovnog spajanja bude eliminiran i izbačen s otoka. Otočani također mogu biti eliminirani putem javnog glasovanja, budući da tijekom serije gledatelji putem aplikacije Love Island mogu glasati za svoj omiljeni par. 

### Voditeljice
| Voditeljice             | Sezone       | Sezone       | Sezone       | Sezone       | Sezone       | Sezone       | Sezone       | Sezone       | Sezone       | Sezone       | Sezone       | Sezone |
| Voditeljice             | 1            | 2            | 3            | 4            | 5            | 6            | 7            | 8            | 9            | 10           | 11           |        |
| ----------------------- | ------------ | ------------ | ------------ | ------------ | ------------ | ------------ | ------------ | ------------ | ------------ | ------------ | ------------ | ------ |
| Caroline Flack          | Glavna uloga | Glavna uloga | Glavna uloga | Glavna uloga | Glavna uloga |              |              |              |              |              |              |        |
| Laura Whitmore          |              |              |              |              |              | Glavna uloga | Glavna uloga | Glavna uloga |              |              |              |        |
| Maya Jama               |              |              |              |              |              |              |              |              | Glavna uloga | Glavna uloga | Glavna uloga |        |
| Iain Stirling (narator) | Glavna uloga | Glavna uloga | Glavna uloga | Glavna uloga | Glavna uloga | Glavna uloga | Glavna uloga | Glavna uloga | Glavna uloga | Glavna uloga | Glavna uloga |        |

## Pregled emisije
| Sezona | Sezona | Epizode | Epizode | Originalno emitiranje | Originalno emitiranje | Lokacija                   | Pobjednici                              |
| Sezona | Sezona | Epizode | Epizode | Premijera             | Finale                | Lokacija                   | Pobjednici                              |
| ------ | ------ | ------- | ------- | --------------------- | --------------------- | -------------------------- | --------------------------------------- |
|        | 1.     | 29      | 29      | 7. lipnja 2015.       | 15. srpnja 2015.      | Santanyí                   | Jess Hayes i Max Morley                 |
|        | 2.     | 26      | 26      | 30. svibnja 2016.     | 11. srpnja 2016.      | Santanyí                   | Cara De La Hoyde i Nathan Massey        |
|        | 3.     | 32      | 32      | 5. lipnja 2017.       | 24. srpnja 2017.      | Sant Llorenç des Cardassar | Amber Davies i Kem Cetinay              |
|        | 4.     | 38      | 38      | 4. lipnja 2018.       | 30. srpnja 2018.      | Sant Llorenç des Cardassar | Dani Dyer i Jack Fincham                |
|        | 5.     | 36      | 36      | 3. lipnja 2019.       | 29. srpnja 2019.      | Sant Llorenç des Cardassar | Amber Gill i Greg O'Shea                |
|        | 6.     | 32      | 32      | 12. siječnja 2020.    | 23. veljače 2020.     | Kaapstad                   | Finn Tapp i Paige Turley                |
|        | 7.     | 37      | 37      | 28. lipnja 2021.      | 23. kolovoza 2021.    | Sant Llorenç des Cardassar | Liam Reardon i Millie Court             |
|        | 8.     | 36      | 36      | 6. lipnja 2022.       | 1. kolovoza 2022.     | Sant Llorenç des Cardassar | Davide Sanclimenti i Ekin-Su Cülcüloğlu |
|        | 9.     | 35      | 35      | 16. siječnja 2023.    | 13. ožujka 2023.      | Franschhoek                | Kai Fagan i Sanam Harrinanan            |
|        | 10.    | 32      | 32      | 5. lipnja 2023.       | 31. srpnja 2023.      | Sant Llorenç des Cardassar | Jess Harding & Sammy Root               |
|        | 11.    | 39      | 39      | 3. lipnja 2024.       | 29. srpnja 2024.      | Sant Llorenç des Cardassar | Josh Oyinsan i Mimii Ngulube            |